# Games behind
Games behind of Games back (afgekort tot GB) is een term uit de sport, die gebruikt wordt om de achterstand van een ploeg op de leider te bepalen. Via een formule wordt het verschil in gewonnen en verloren partijen berekend en vervolgens gedeeld door twee. 
De formule om de GB te berekenen is als volgt (Team A is in deze formule de leider en Team B het team waarvoor de GB moet worden berekend):
{\displaystyle \mathrm {Games} \ \mathrm {behind} ={\frac {(\mathrm {TeamA's} \ \mathrm {wins} -\mathrm {losses} )-(\mathrm {TeamB's} \ \mathrm {wins} -\mathrm {losses} )}{\mathrm {2} }}}
GB wordt vooral in de Verenigde Staten veel gebruikt. Bij de sporten honkbal en basketbal zijn gelijke spelen niet toegestaan en is deze formule ideaal om de achterstand van ploegen te bepalen. In het American Football kan het ook gebruikt worden, omdat daar een gelijkspel zelden voorkomt (als het toch voorkomt wordt een gelijkspel geteld als halve overwinning en een halve nederlaag).